# Greg Funk
Gregory C. Funk (geb. vor 1986) ist ein Maskenbildner, Spezialeffektkünstler und Stuntman.

## Leben
Funk begann seine Karriere im Filmstab 1986 als Maskenbildner bei einem Independent-Kurzfilm. Zwischen Ende der 1980er und Mitte der 1990er Jahre war er zudem auch gelegentlich als Stuntman tätig, wirkte als Statist und übernahm auch andere bei Dreharbeiten anfallende Arbeiten wie die des Filmvorführers. Mit Beginn der 2000er Jahre nahm seine Karriere an Fahrt auf, als Maskenbildner war er nun an großen Filmproduktionen wie Walter Hills Horrorfilm Supernova tätig, es folgten Hollywood-Blockbuster wie Transformers und Star Trek.
2011 war Funk für Peter Weirs The Way Back – Der lange Weg zusammen mit Edouard F. Henriques und Yolanda Toussieng für den Oscar in der Kategorie Bestes Make-up und beste Frisuren nominiert, es gewann in diesem Jahr jedoch der Horrorfilm Wolfman. Funk wirkte unter weiteren renommierten Regisseuren wie Steven Spielberg, Quentin Tarantino, Ron Howard, Guillermo del Toro und Michael Bay.
Funk war neben seinen Filmengagements auch für das Fernsehen tätig, darunter die Serien Babylon 5 und Akte X – Die unheimlichen Fälle des FBI. Für sein Wirken war er zwischen 1994 und 2000 fünf Mal für Primetime Emmy nominiert, den er drei Mal gewinnen konnte.

## Filmografie (Auswahl)
- 1988: Der Prinz von Pennsylvania (The Prince of Pennsylvania)
- 1990: Die Rückkehr der Untoten (Night of the Living Dead)
- 1997: Spawn
- 2003: Master & Commander – Bis ans Ende der Welt (Master and Commander: The Far Side of the World)
- 2004: Terminal
- 2006: Superman Returns
- 2007: Transformers
- 2008: Frost/Nixon
- 2009: Star Trek
- 2010: The Way Back – Der lange Weg (The Way Back)
- 2012: Django Unchained
- 2015: Ant-Man
- 2015: The Hateful Eight
- 2017: Spider-Man: Homecoming
- 2018: Ant-Man and the Wasp
- 2019: Spider-Man: Far From Home
- 2019: Captain Marvel
- 2021: The Suicide Squad

## Nominierungen (Auswahl)
- 2011: Oscar-Nominierung in der Kategorie Bestes Make-up und beste Frisuren für The Way Back – Der lange Weg